# Хоакин Диего Лопес де Суньига Сотомайор Кастро и Португал
Хоакин Диего Лопес де Суньига Сотомайор Кастро-и-Португал (28 апреля 1715, Мадрид — 10 октября 1777, Мадрид) — испанский дворянин и придворный из дома Суньига, 12-й герцог Бехар и 12-й герцог Пласенсия, 8-й герцог Мандас и Вильянуэва, 13-й маркиз де Хибралеон, 8-й маркиз де Терранова и 10-й маркиз Саррия, 16-й граф де Белалькасар, 13-й граф Лемос, 9-й граф де Андраде, 11-й граф де Вильяльба и 13-й граф де Баньярес, 16-й виконт Пуэбла-де-Алькосер, гранд Испании.
Он также был кавалером Большого креста ордена Карлоса III, Ордена Сан-Хенаро, Ордена Золотого руна, дворянином палаты и сомелье корпуса короля Фердинанда VI, гофмейстером и старшим майордомом принца Астурийского, будущего короля Карла IV. Последний член герцогского дома Бехар.

## Происхождение и семья
Родился 28 апреля 1715 года в Мадриде. Единственный сын Хуана Мануэля Диего Лопеса де Суньига Сотомайор-и-Кастро (1680—1747), 11-го герцога Бехара и Пласенсии, 7-го герцога Мандаса и Вильянуэвы, 12-го маркиза Хибралеона и 7-го маркиза Терранова, 15-го графа Белалькасара и 12-го Баньяреса, 15-го виконта Пуэблы Алькосера (1686—1747), старшего майордома королевы Марии Барбары Португальской, и его третьей жены и кузины Рафаэлы Луизы де Кастро-и-Сентурион (1693—1718), дочери Сальвадора Франсиско Руиса де Кастро-и-Борха, 4-го маркиза Альмунья, и его жены Франсиски Хосефы Сентурион де Кордова.
В январе 1733 года его отец Хуан Мануэль Диего организовал брак своего сына Хоакина Диего с принцессой Леопольдиной Элизабет Шарлоттой Лоррен-Марсан (2 октября 1716 — 8 октября 1759), дочерью Шарля Луии де Лоррен, принца Мортань, сира де Понс (1696—1755), и его жены Элизабет де Роклор (1696—1752). У них не было детей, и брак был объявлен канонически недействительным в 1757 году. Леопольдина умерла 8 октября 1759 года.
Хоакин Диего Лопес Лопес де Суньига заключил второй брак в Мадриде 7 января 1761 года с Эсколастикой Гутьеррес де лос Риос-и-Рохан-Чабо (8 февраля 1747 — 5 октября 1782), дочерью Хосе Гутьерреса де лос Риос, 5-го графа Фернан-Нуньес, гранда Испании, и его жены Шарлотты Фелисите де Рохан-Шабо (1718—1740). У них не было потомства.

## На службе у королей Фердинанда VI и Карлоса III
Король Испании Фелипе V пожаловал Хоакину Диего, 16-му графу Белалькасару, королевским указом от 6 августа 1732 года титул гранда Испании, чтобы он пользовался им при жизни своего отца Хуана Мануэля Диего Лопеса де Суньига Сотомайора, 11-го герцога Бехар, гранда Испании.
Он был дворянином палаты и сомелье корпуса короля Фердинанда VI до его смерти 10 августа 1759 года. Король Фердинанд VI избрал его кавалером ордена Золотого руна 12 апреля 1750 года и пожаловал ему орденскую цепь, и он был официально награждён во дворце Буэн Ретиро 19 апреля 1751 года.
Король Карлос III назначил его наставником и старшим майордомом принца Астурийского, будущего короля Карлоса IV, и наградил его Орденом Святого Януария Неаполитанского в 1757 году и Большим крестом испанского ордена Карлоса III 7 декабря 1771 года. Герцог Хоакин Диего содержал за свой счет полк из трех рот солдат.

## Производитель тканей и красителей
По инициативе герцогского дома Бехар в 1662 году в Бехаре было налажено производство тонкого сукна, которому с помощью фламандских мастеров удалось достичь высокого уровня качества в конце XVII века. У Бехара, благодаря водам реки Куэрпо-де-Омбре, была оптимальная вода для окрашивания. Герцогский дом обладал монополией на производство красителя для крашения ткани. Герцог Хоакин Диего, уважая усилия своего отца, 11-го герцога Бехара, продолжал продвигать и развивать производство высококачественных тонких тканей и красок, соблюдая постановления и инструкции, данные для суконных фабрик и красителей.

## Жизнь гранда и меценатство
Герцог Хоакин Диего продолжал, как и его предшественники, заявлять о потере и возвращении короне Кастилии герцогства Пласенсия, провинция Касерес (несправедливые действия католических монархов в 1488 году со 2-м герцогом Бехаром и Пласенсией Альваро де Суньига-и-Гусманом), и запросить экономическое вознаграждение или компенсацию перед Советом Кастилии. С этой целью он представил меморандумы, отчеты, консультации, судебные заключения и другие материалы.
Он назначил заслуживающих доверия и способных людей на государственные должности и должности в городах его сеньорий.
Он покровительствовал художникам своего времени. Покровительства и благочестивые дела, которые он основал и поддерживал, свидетельствуют о его деятельности в области социальной помощи. Он также покровительствовал благочестивым делам, основанным покойной Марией де Суньига-и-Пиментель, 2-й герцогиней Бехар, давая пожертвования бедным девицам и сиротам из города Бехар, чтобы они могли выйти замуж или поступить монахинями в женский монастырь. религиозный. В письме от 16 июля 1774 года он просил Мигеля Переса Герреро сделать отчет о бедных и осиротевших девушках графства Лемос, желающих выйти замуж.
В 1766 году он поручил Хосефуде Тапиа Осорио подготовить «Историю жизни, титулов, браков и детей лордов и герцогов Бехара от Диего Лопеса де Суньиги, 1-го лорда Бехара, до Хоакина Диего Лопеса де Суньига Сотомайор, 12-го герцога Бехара».
62-летний герцог Хоакин Диего скончался в Мадриде 10 октября 1777 года и был похоронен в Королевской молельне Сан-Фелипе-Нери. Он составил завещание 7 декабря 1762 года. Его жена Эсколастика умерла в Мадриде 5 октября 1782 года.

## Преемственность
После смерти своего отца Хуана Мануэля Диего Лопеса де Суньига Сотомайор, 11-го герцога Бехар-и-Пласенсия, которая произошла 2 декабря 1747 года, он согласился разделить имущество со своей сестрой Аной Марией Хосефой де Суньига Сотомайор, 11-й графиней Лемос, актом от 22 декабря 1747 года. После смерти его бездетной тетки Розы Марии де лас Ньевес де Кастро-и-Сентурион, 12-й графини Лемос, 9-й маркизы Саррия, умершей 14 марта 1772 года, он унаследовал её титулы и поместья, став 13-м графом Лемос, 10-м маркизом Саррия. Согласно завещанию Розы Марии де лас Ньевес от 10 сентября 1770 года, 16 августа 1772 года он завладел графствами Лемос, Сарриа, Андраде, Вильяльба и т. д., унаследованными от его тети Розы Марии де лас Ньевес.
У герцога Хоакина Диего не было наследства в двух его браках. После его смерти в октябре 1777 года без наследников начался судебный процесс о наследовании герцогства Бехар.
Титулы и поместья герцога Бехара, Пласенсии, Мандаса и Вильянуэвы, маркиза Хибралеона и Террановы, графа Белалькасара и Баньяреса, виконта Пуэбла-де-Алькосер унаследовали его племянница Мария Хосефа де ла Соледад Пиментель и Теллес Хирон (1752—1834), 15-я графиня и 11-я герцогиня Бенавенте, дочь Франсиско Альфонсо Пиментель-и-Борха, 14-го графа и 10-го герцога Бенавенте, и его жены, Марии Фаустины Тельес Хирон-и-Гусман, которая была замужем за Педро де Алькантара Тельес-Хирон и Пачеко, 9-м герцогом Осуна, 10-м маркизом Пеньяфьель (1755—1807). Переход герцогства и поместий Бехар, Пласенсия, Мандас и Белалькасар под власть Марии Хосефы Пиментель и её супруга Педро де Алькантара Теллес-Хирона, 9-го герцога Осуна, был подтвержден 14 октября 1777 года Антонио Миранда, клерком муниципалитета Бехар. Таким образом, эти титулы и состояния передаются дому герцогов Осуна.
Титулы и поместья графа Лемоса, маркиза Саррия, графа Андраде и графа Вильяльба унаследовал Фитц-Джеймс Стюарт, Хакобо Франсиско, 3-й герцог Бервик (1718—1785), старший сын Каталины Вентуры Колон из Португалии и Айяла (1690—1739), 9-й графини Хельвес, 9-й герцогини Верагуа, правнучки Фернандо Руиса де Кастро и Португаля, 4-го граф-консорта Хельвеса. Каталина была дочерью Педро Мануэля Колоны Португаля, 6-го герцога Верагуа-и-де-ла-Вега (1651—1710), и его жены Терезы Марины де Айяла Толедо Фонсека-и-Фахардо, 5-й графини Айяла (1655—1714), которая вышла замуж в 1716 году за Джеймса Фрэнсиса Фитц-Джеймс-Стюарта, 2-го герцога Бервика, 2-го герцога Лирия-и-Херика (1696—1738). Таким образом, эти титулы графа Лемоса к герцогскому дому Бервик.